# Osteocephalus oophagus
Osteocephalus oophagus är en groddjursart som beskrevs av Karl-Heinz Jungfer och Schiesari 1995. Osteocephalus oophagus ingår i släktet Osteocephalus och familjen lövgrodor. IUCN kategoriserar arten globalt som livskraftig. Inga underarter finns listade i Catalogue of Life.